# Grammomys cometes
Grammomys cometes es una especie de roedor de la familia Muridae.

## Distribución geográfica
Se encuentra en Mozambique, Sudáfrica, y Zimbabue. 

## Hábitat
Su hábitat natural son: Clima tropical o Clima subtropical, bosques áridos.